# Bujanovac
Bujanovac (cyr. Бујановац, alb. Bujanoci) – miasto w Serbii; w okręgu pczyńskim, siedziba gminy Bujanovac.

## Demografia
Według spisu ludności z 2022 roku w miejscowości Bujanovac mieszkało 41 068 mieszkańców.

### Religia
Według spisu ludności z 2022 roku 68,80% mieszkańców wyznaje islam, a 24,84% wyznaje religię kościoła prawosławnego.